# Malacopsylla grossiventris
Malacopsylla grossiventris är en loppart som först beskrevs av Weyenbergh 1879.  Malacopsylla grossiventris ingår i släktet Malacopsylla och familjen Malacopsyllidae. Inga underarter finns listade i Catalogue of Life.